# Achiote (Panama)
Achiote è un comune (corregimiento) della Repubblica di Panama situato nel distretto di Chagres, provincia di Colón. Si estende su una superficie di 40,3 km² e conta una popolazione di 771 abitanti (censimento 2010).